# UFC 259
UFC 259: Błachowicz vs. Adesanya var en MMA-gala anordnad av UFC. Den ägde rum 6 mars 2021 vid UFC APEX i Las Vegas, NV, USA.

## Bakgrund
Huvudmatchen var en titelmatch i lätt tungvikt mellan mästaren Jan Błachowicz och utmanaren och tillika mellanviktsmästaren Israel Adesanya. Glover Teixeira stod som reserv och backup om något skulle ske med någon av kombattanterna.
Första delade huvudmatchen var en titelmatch i fjädervikt mellan dubbelmästarinnan i fjädervikt och bantamvikt Amanda Nunes mot Invicta FC:s före detta fjäderviktsmästare Megan Anderson.
Andra delade huvudmatchen var en titelmatch i bantamvikt mellan regerande mästaren Pjotr Jan och utmanaren Aljamain Sterling.

## Ändringar
Islam Machatjev och Drew Dober möttes vid galan. De två skulle ursprungligen ha mötts vid UFC on Fox: Teixeira vs. Evans april 2016, men matchen ströks då Machatjev testade positivt för meldonium vid en slumpmässig dopingtest utom tävlan.

### Invägning
Vid invägningen strömmad via Youtube vägde utövarna följande:
1. ↑  Askarov missade vikten och fick böta 20% av sin purse till motståndaren.'"`UNIQ--ref-00000003-QINU`"'

## Resultat
1. ↑   127 lb

### Bonusar
Följande MMA-utövare fick bonusar om 50 000 USD vardera:
- Fight of the Night: Kennedy Nzechukwu vs. Carlos Ulberg
- Performance of the Night: Kai Kara-France och Uroš Medić